# Julien Laporte
Pour les articles homonymes, voir Laporte.
Julien Laporte, né le 4 novembre 1993 à Aurillac en France, est un footballeur français qui évolue au poste de défenseur central au Montpellier HSC.

## Biographie

### Jeunesse et débuts professionnels
En avril 2008, il est membre de l'équipe de la Ligue d'Auvergne qui dispute la Coupe nationale des 14 ans.
Julien Laporte dispute son premier match de Ligue 2 en fin de saison 2014-2015 lors d'une rencontre à Ajaccio. Il signe son premier contrat professionnel d'une durée de trois ans et demi en janvier 2016 avec le Clermont Foot 63 son club formateur.

### FC Lorient
Durant le mercato d'été 2019, Julien Laporte quitte le Clermont Foot pour rejoindre le FC Lorient. Son choix est motivé par les infrastructures du club, son histoire et son ambition de remonter en Ligue 1. Il dispute son premier match avec les Merlus le 29 juillet contre le Paris FC (victoire 3-0), formant la charnière centrale au côté de Matthieu Saunier. Christophe Pélissier l'installe dans son onze type, Laporte étant titularisé à 24 reprises avant que la saison ne soit suspendue à cause de la pandémie de Covid-19. 
Au terme de la saison 2019-2020, Lorient est promu. Julien Laporte dispute son premier match de Ligue 1 le 23 août 2020 lors de la réception du RC Strasbourg (1re journée, victoire 3-1).

### Montpellier HSC
Le 22 mai 2025, Julien Laporte, libre de tout contrat signe au Montpellier HSC, tout juste relégué en Ligue 2.

## Statistiques
| Saison                | Club                  | Championnat           | Championnat | Championnat | Championnat | Coupe nationale | Coupe nationale | Coupe nationale | Coupe de la Ligue | Coupe de la Ligue | Coupe de la Ligue | Total | Total | Total |
| Saison                | Club                  | Division              | M.          | B.          | P.d.        | M.              | B.              | P.d.            | M.                | B.                | P.d.              | M.    | B.    | P.d.  |
| 2014-2015             | Clermont Foot 63      | Ligue 2               | 1           | 0           | 0           | -               | -               | -               | -                 | -                 | -                 | 1     | 0     | 0     |
| 2015-2016             | Clermont Foot 63      | Ligue 2               | 20          | 1           | 2           | 1               | 0               | 0               | 2                 | 0                 | 0                 | 23    | 1     | 2     |
| 2016-2017             | Clermont Foot 63      | Ligue 2               | 22          | 2           | 1           | 3               | 1               | 0               | 2                 | 0                 | 0                 | 27    | 3     | 1     |
| 2017-2018             | Clermont Foot 63      | Ligue 2               | 32          | 3           | 0           | 1               | 0               | 0               | 2                 | 0                 | 0                 | 35    | 3     | 0     |
| 2018-2019             | Clermont Foot 63      | Ligue 2               | 24          | 0           | 0           | 3               | 0               | 0               | 1                 | 0                 | 0                 | 28    | 0     | 0     |
| Sous-total            | Sous-total            | Sous-total            | 99          | 6           | 3           | 8               | 1               | 0               | 7                 | 0                 | 0                 | 114   | 7     | 3     |
| 2019-2020             | FC Lorient            | Ligue 2               | 24          | 1           | 0           | 3               | 0               | 0               | -                 | -                 | -                 | 27    | 1     | 0     |
| 2020-2021             | FC Lorient            | Ligue 1               | 30          | 0           | 0           | 1               | 0               | 0               | -                 | -                 | -                 | 31    | 0     | 0     |
| 2021-2022             | FC Lorient            | Ligue 1               | 33          | 2           | 0           | -               | -               | -               | -                 | -                 | -                 | 33    | 2     | 0     |
| 2022-2023             | FC Lorient            | Ligue 1               | 20          | 0           | 0           | -               | -               | -               | -                 | -                 | -                 | 20    | 0     | 0     |
| 2023-2024             | FC Lorient            | Ligue 1               | 23          | 0           | 0           | 1               | 0               | 0               | -                 | -                 | -                 | 24    | 0     | 0     |
| 2024-2025             | FC Lorient            | Ligue 2               | 21          | 2           | 0           | 2               | 2               | 0               | -                 | -                 | -                 | 23    | 4     | 0     |
| Sous-total            | Sous-total            | Sous-total            | 151         | 5           | 0           | 7               | 2               | 0               | -                 | -                 | -                 | 158   | 7     | 0     |
| 2025-2026             | Montpellier HSC       | Ligue 2               | 1           | 0           | 0           | -               | -               | -               | -                 | -                 | -                 | 1     | 0     | 0     |
| Total sur la carrière | Total sur la carrière | Total sur la carrière | 251         | 11          | 3           | 15              | 3               | 0               | 7                 | 0                 | 0                 | 273   | 14    | 3     |

## Palmarès
Il est champion de Ligue 2 en 2020 et 2025 avec le FC Lorient.